# Fusell Henry
El  Henry  és un fusell de palanca de repetició, alimentat mitjançant un dipòsit tubular.

## Història
El fusell Henry original era un fusell de palanca dissenyat a finals de la dècada de 1850 per Benjamin Tyler Henry, que disparava cartutxos calibre 44 de percussió anul·lar. El fusell Henry va ser una versió millorada del primigeni fusell de repetició Volcanic. El Henry feia servir cartutxos de percussió anul·lar amb casquets de coure (més tard de llautó) que muntaven una bala de 216 grans (14 g) i tenien una càrrega propulsora de 25 grans (1,6 g) de pólvora. Entre juny i octubre de 1862 se'n van fabricar 900 i al 1864 la producció havia arribat a les 290 unitats al mes. Quan la seva producció va cessar en 1866, se n'havien fabricat aproximadament 14.000 unitats.

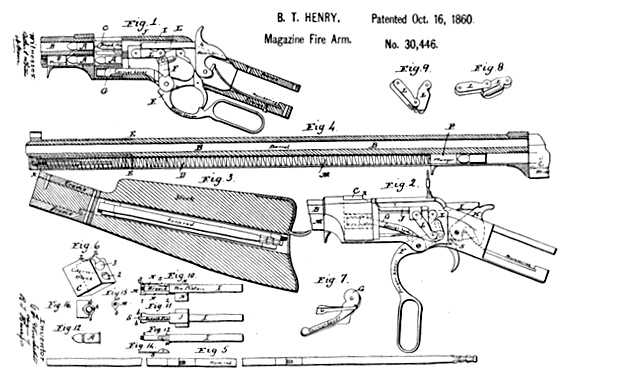
Esquema de la patent del fusell Henry.

Per a un soldat de la Guerra de Secessió, posseir un fusell Henry era motiu d'orgull. Encara que mai va ser adoptat oficialment per l'Exèrcit de la Unió, nombrosos soldats van comprar fusells Henry amb els seus propis mitjans. Els fusells amb calaix de mecanismes de llautó podien disparar 28 bales per minut si eren correctament emprats, per la qual cosa els soldats pensaven que valia la pena que estalviar la seva paga per comprar una arma que podia ajudar-los a sobreviure. Eren freqüentment emprats per exploradors, avançades i unitats d'assalt més que per formacions regulars d'infanteria. Els soldats Confederats, armats amb fusells d'avantcàrrega, que es van enfrontar a aquest letal "Setze trets", deien sorpresos "aquest maleït fusell yankee que el carreguen el diumenge i dispara tota la setmana". Les tropes confederades van emprar molt pocs fusells Henry capturats, ja que a les poques tropes Confederades que en van obtenir un els era difícil reabastir-se amb la munició especial que empravs. Tot i això, se sap que el fusell va ser com a mínim emprat en part per unes quinze unitats Confederades diferents. Entre aquestes figuraven unitats de cavalleria de Louisiana, Texas i Virgínia, així com els guardaespatlles del president Confederat Jefferson Davis.
Fabricat per la New Haven Arms Company, el fusell Henry va evolucionar en el famós fusell de palanca Winchester Model 1866. Amb la introducció del nou Model 1866, la New Haven Arms Company va ser rebatejada com la Winchester repeating Arms Company, emulant el nom de la ja clàssica Volcanic Repeating Arms Company.

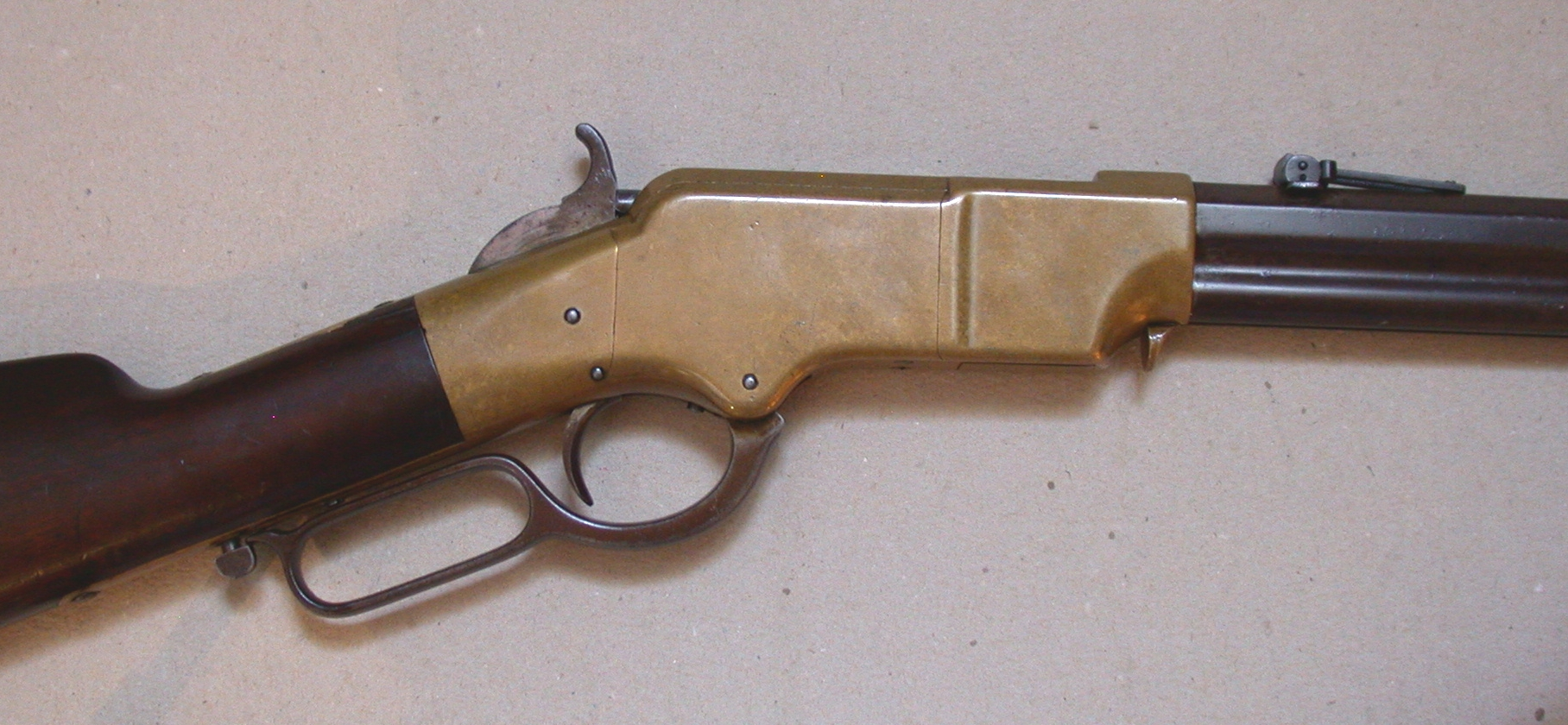
Calaix de mecanismes d'un fusell Henry.

## Mecanisme

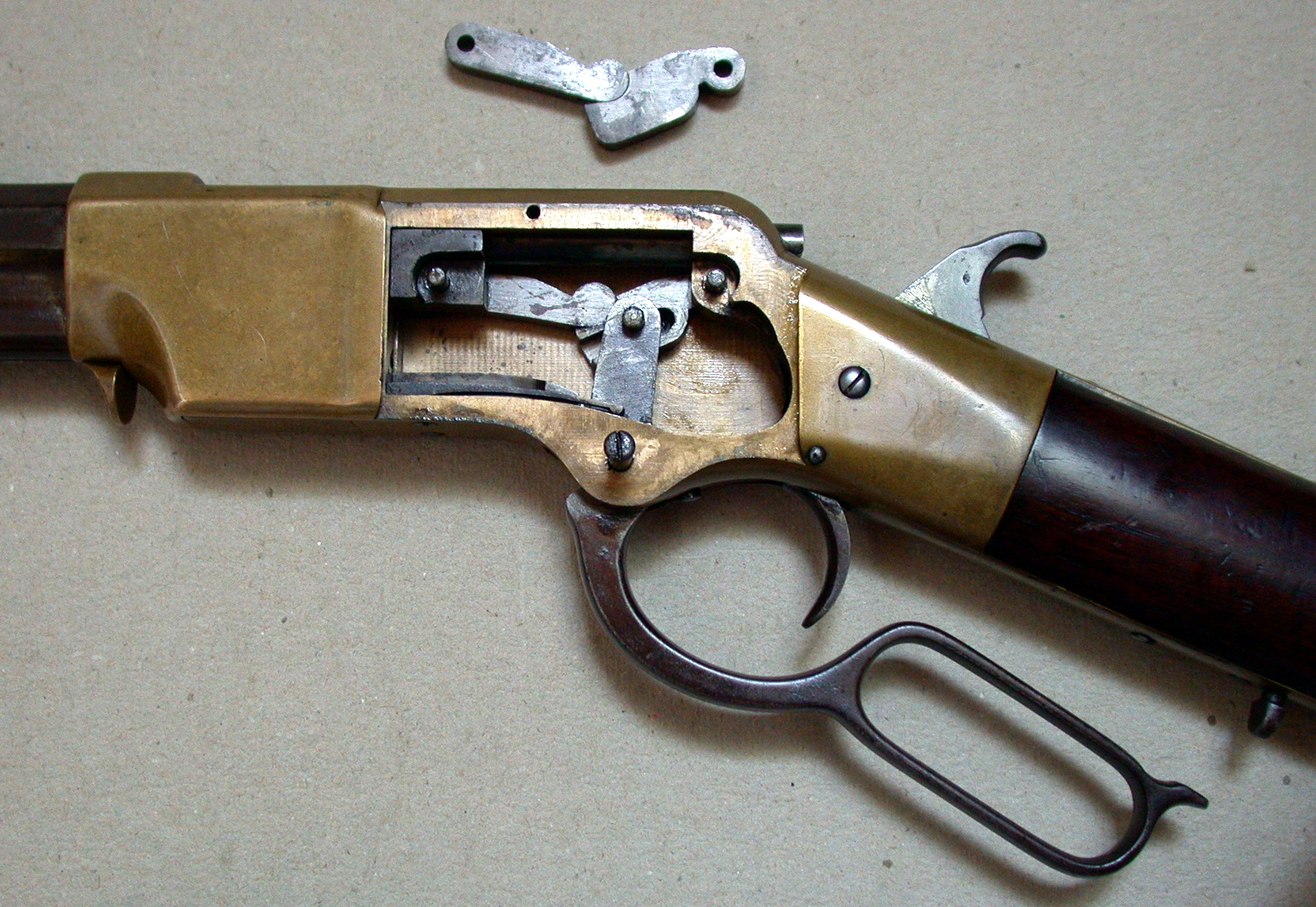
Detall del forrellat articulat i la palanca d'un fusell Henry.

El fusell Henry disparava un cartutx calibre 44 amb una càrrega propulsora de 26-28 grans (1,7-1,8 g) de pólvora negra. Això li atorgava una menor velocitat de boca i energia que altres fusells de repetició de l'època, com el Spencer. Quan s'accionava la palanca, el casquet ja disparat de la recambra era expulsat i s'armava el martell i un ressort situat al dipòsit empenyia un nou cartutx dins de la recambra. En tornar la palanca a la posició inicial, es tancava el forrellat i el fusell estava llest per disparar. Pel seu disseny, aquest fusell no era una arma molt segura: quan no és emprat, un fusell Henry pot portar el martell armat o recolzant-se sobre la pestanya del cartutx. Com que el fusell no té assegurança, queda llest per disparar, de forma que prement inadvertidament el gallet o també amb un cop fort sobre el martell podia produir-se el tret d'un cartutx.

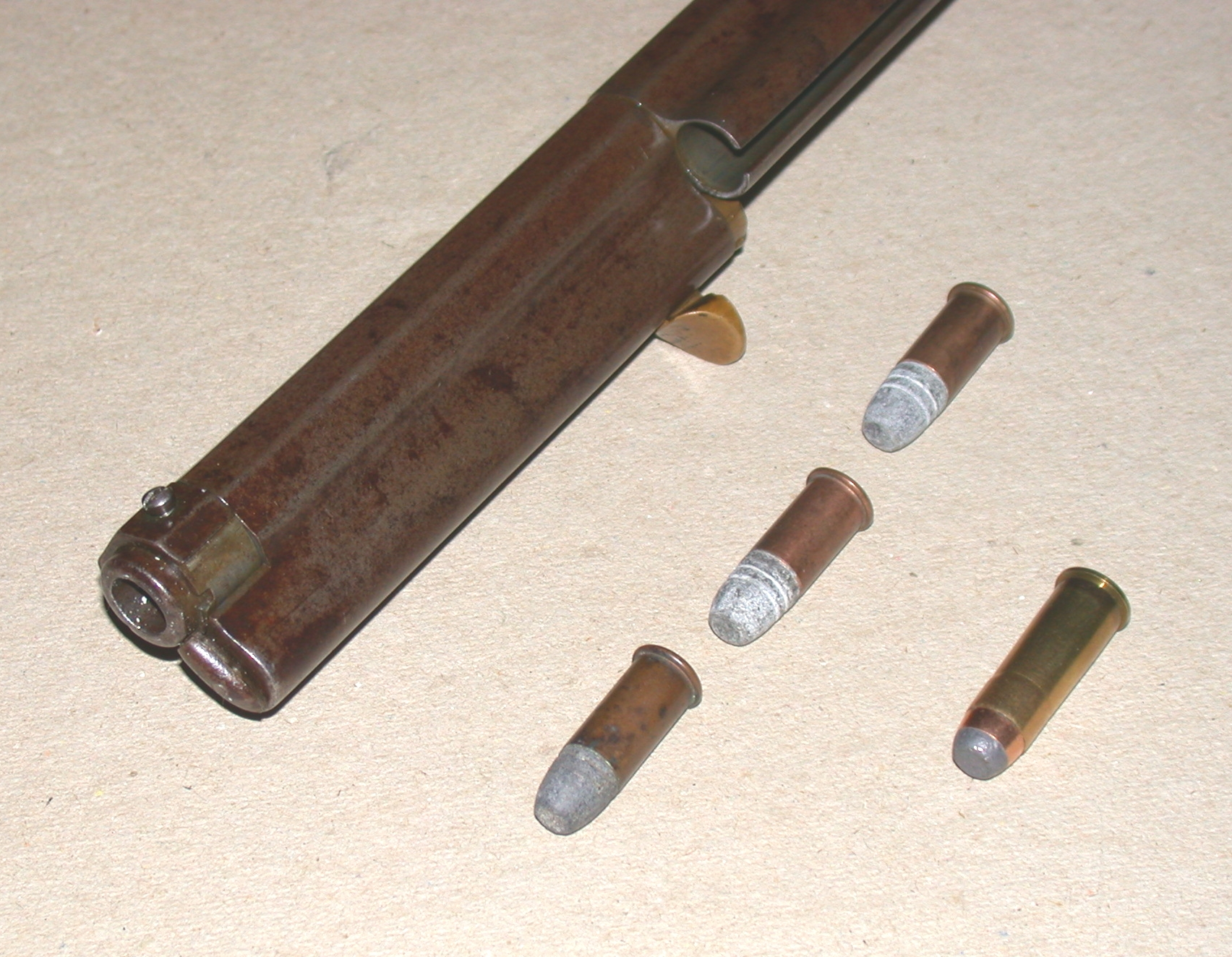
mànega de càrrega oberta i tres cartutxos Henry, al costat d'un cartutx 44 WCF.

## Producció actual

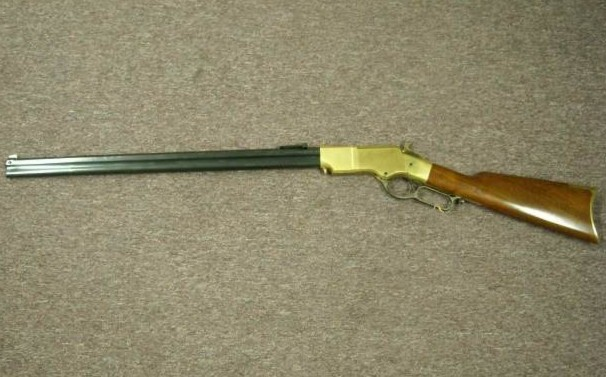
Una rèplica moderna del fusell Henry.

El 1973, Louis Imperata va comprar l'empresa fabricant d'armes de Iver Johnson i va començar a produir versions comercials de la carrabina M1. El 1993, Imperata instal·lar una fàbrica en el seu natal Brooklyn per fabricar fusells calibre 22 sota el nom novament recreat de Henry repeating Arms Company, que actualment són fabricats en Brooklyn, Nova York. L'actual companyia, que no s'ha de confondre amb la que va fabricar els fusells Henry originals, no produeix l'arma de l'època de la Guerra de Secessió descrita en aquest article. Produeix fusells de palanca que són més semblants als models Marlin posteriors.
L'empresa italiana A. Uberti produeix una còpia gairebé exacta del fusell Henry Model 1860, encara que no està disponible per emprar cartutxos de percussió anul·lar 44 Henry. En el seu lloc, està calibrada per a cartutxos de percussió central com el 44-40 Winchester i el 45 Long Colt. Aquestes rèpliques són distribuïdes a través de l'empresa Navy Arms Company. Els fusells són populars entre els recreadors històrics de la Guerra de Secessió, igual que entre els tiradors pràctics de la N-SSA.

## Aparició en pel·lícules
En diverses pel·lícules western (com Major Dundee de Sam Peckinpah…) i sèries de televisió es poden observar freqüentment diversos fusells Winchester, usualment Model 92, però de vegades també Model 73 i 94, als quals se'ls ha retirat el guardamans i són esmentats com "fusells Henry". Aquesta modificació és habitualment coneguda pels col·leccionistes d'armes com "Henry de Hollywood". Es pot veure un d'aquests fusells modificats sent emprat per Gregory Peck en la pel·lícula "La lluna que aguaita". En alguns acostaments durant la pel·lícula, s'observa clarament la portella de recàrrega Winchester, la qual no existeix en un fusell Henry.